# Afrikanska export-import-banken
Afrikanska export-import-banken (även känd som Afreximbank) är en internationell bank med huvudkontor i Kairo, Egypten. Banken etablerades 1993 av afrikanska regeringar och en lång rad andra investerare. Syftet med banken är att finansiera och stödja intern afrikansk handel och export till andra delar av världen.
Banken har kontor i Harare, Zimbabwe; Abuja, Nigeria; och Tunis, Tunisien.